# Carlos Edwards
Akenhaton Carlos Edwards (Diego Martin, 24 de outubro de 1978), conhecido apenas como Carlos Edwards, é um futebolista trinitário, que atualmente joga no Woodbridge Town
Em clubes, destacou-se jogando por Wrexham, Luton Town, Sunderland e Ipswich Town, além de ter passado por Patna United, Queen's Park Cricket, Defence Force, Wolverhampton Wanderers (empréstimo), Ma Pau Stars e Central FC, assinando com o Woodbridge Town em 2017.

## Carreira internacional
Tendo estreado pela Seleção Trinitária em 1999, contra Granada, Edwards atuou em 96 partidas< (quinto jogador que mais defendeu a equipe) e fez 4 gols até 2017.
Convocado para a Copa do Mundo de 2006, foi um dos únicos jogadores de Trinidad que não eram negros, juntamente com Christopher Birchall, um branco de origem inglesa - Edwards é de etnia parda.